# Oued Djemaïa
L'Oued Djemaïa est un cours d'eau, qui prend naissance dans la Mitidja et ses massifs environnants, parcourt la wilaya d'Alger et se jette dans la Méditerranée.